# شانگودا
شانگودا (به لاتین: Shangoda) یک منطقهٔ مسکونی در روسیه است که در داغستان واقع شده‌است.